# Caixubi
|  | Aquest article tracta sobre la llengua Caixubi. Vegeu-ne altres significats a «Caixubians». |

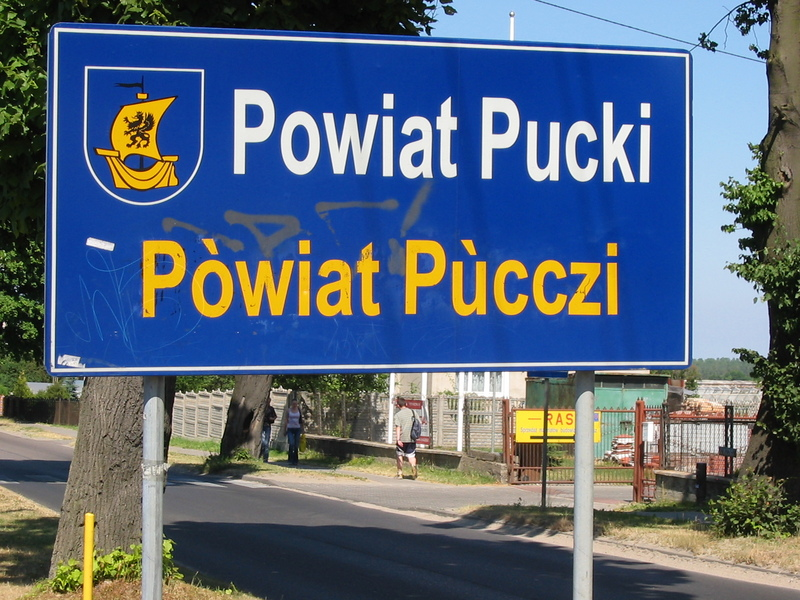
Rètol bilingüe a Pogórze

El caixubi és una llengua de la família eslava parlada al nord de la República de Polònia, en la costa del mar Bàltic.
La seva proximitat lingüística amb el polonès fa que hi haja molta gent que la considere com un dialecte del polonès, encara que en realitat forma part d'un subgrup diferent, que l'emparenta amb el polabi i l'eslovinç.
Sociolingüísticament, es distribueix per una àrea rural, en gran manera per les capes menys escolaritzades de la població, per la qual cosa s'ha desenvolupat un sentiment d'estigma propi de moltes llengües minoritzades sense reconeixement oficial.
Estructuralment, té una gran quantitat d'arcaismes i préstecs germànics quan es compara amb les llengües eslaves veïnes. Literàriament, el seu sistema de gèneres es basa en la poesia, en les disputes discursives orals (la qual cosa és certament habitual en l'etnografia europea, com ho demostra la regueifa a Galícia i certs gèneres semblants des de Canàries fins al Tirol) i en l'exaltació regionalista, temàtica de legitimació pròpia de les llengües estigmatitzades.

## Història
Els primers documents impresos en caixubi són de finals del segle xvi i la grafia moderna de la llengua va aparèixer al voltant del 1879.
A partir del 2005, el caixubi es beneficia d'una protecció legal a Polònia com a llengua regional oficial i és l'única llengua que gaudeix d'aquest estatus a l'estat polonès. Aquesta oficialització fou adoptada pel Parlament polonès el 6 de gener del 2005. Aquesta llei permet l'ús del caixubi en contextos oficials als deu comuns, on els parlants de caixubi constitueixen almenys el 20% de la població.
Associativament, els caixubis són més actius i s'agrupen en l'Associació Caixúbia-Pomerània. Des de fa uns anys, el govern polonès ha implementat la seua presència en la televisió estatal, dins del programa d'implementació del Conveni Europeu per a l'Eliminació de totes les formes de Discriminació (CERD).

## Escriptura

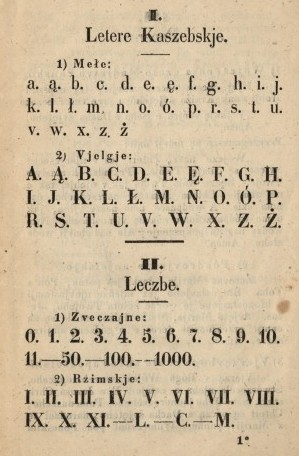
La versió més primerenca de l'alfabet caixubi, que data del 1850

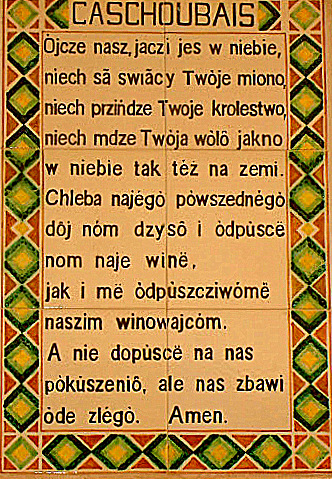
El parenostre en caixubi a l'església homònima de Jerusalem

L'alfabet caixubi (en caixubi: kaszëbsczi alfabét o kaszëbsczé abecadło) s'assembla a l'alfabet polonès. Es fonamenta en l'alfabet llatí i consta de 34 lletres:
A, Ą, Ã, B, C, D, E, É, Ë, F, G, H, I, J, K, L, Ł, M, N, Ń, O, Ò, Ó, Ô, P, R, S, T, U, Ù, W, Y, Z, Ż
L'escriptura caixúbia també presenta alguns dígrafs: ch, cz, dz, dż, rz i sz. Tot i la semblança amb el polonès, s'ha de saber que cz, dż, sz, ż es pronuncien de manera diferent: són postalveolars i no retroflexes. En canvi, el dígraf "rz" es pronuncia com en polonès.